# Pokigron
Pokigron is een dorp Suriname. Het ligt aan de linkeroever van de Boven-Surinamerivier, kort voor de monding in het Brokopondostuwmeer. Nabij ligt het dorp Atjoni, zoals Pokigron ook wel genoemd wordt vanwege de belangrijke aanlegkade voor korjalen als vertrekpunt naar de dorpen stroomopwaarts.
Dit zijn de laatste dorpen die nog over de weg vanuit Paramaribo te bereiken zijn. Pokigron heeft ongeveer vijfhonderd bewoners van Saramaccaanse afkomst. De inwoners gaan sinds 2023 voor medische zorg naar het Streekziekenhuis Atjoni.

## Elektriciteit
In 2018 opende EBS een hybride elektriciteitscentrale, bestaande uit zonnepanelen en aanvullende stroom van dieselgeneratoren. Het surplus aan elektriciteit wordt in grote batterijen opgeslagen. Deze werken alleen op momenten dat er te weinig zonne-energie beschikbaar is. Het park kostte 30 miljoen SRD en had bij de oplevering één hectare aan zonnepanelen en is geschikt om later verder uit te breiden.

## Binnenlandse oorlog
Pokigron was begin 1987 tijdens de Binnenlandse Oorlog bezet door het Junglecommando van Ronnie Brunswijk. De inwoners hadden meermaals te maken met gruweldaden. Op 11 september zette het leger onder leiding van Desi Bouterse een tegenaanval in waarbij volgens het leger veertig Commando's zouden zijn gedood. Burgers spraken dit tegen en hadden het over drie Commando's en dertien burgerslachtoffers, onder wie drie kinderen. Op 31 december 1987 zou het leger opnieuw het vuur op burgers hebben geopend, waarbij volgens een ooggetuige twee burgers werden gedood en vijf gewond. Op de zondagochtend van 23 april 1989 werden de inwoners van Pokigron opgeschrikt door mitrailleurschoten.Commando's trokken het dorp binnen, schopten de deuren van de huizen in en dreven de inwoners bij elkaar. De oorzaak zou hebben gelegen in Bouterse-sympathieën in het dorp. Brunswijk liet vervolgens het hele dorp platbranden. De inwoners vluchtten vervolgens naar met name Paramaribo.
In 1993 veroordeelde het Inter-Amerikaanse hof voor de rechten van de mens de Surinaamse regering tot betaling van een schadeloosstelling van 400.000 Amerikaanse dollar aan de nabestaanden van de zeven slachtoffers.

## Ontwikkelingsplannen
In 2020 maakte de nieuwe Santokhi-regering bekend dat zij een werkgroep had ingesteld die de mogelijkheid ging onderzoeken om Pokigron tot de tweede stad van Suriname te ontwikkelen.